# Roberto Páramo
Juan Roberto Páramo Tirado (Medellín, 1 de julio de 1859 o 1863-Fusagasugá, 9 de febrero de 1939) fue un pintor y dibujante colombiano. Considerado un importante exponente del paisajismo, su obra se destacó por sus pinturas en pequeño formato de la Sabana de Bogotá.

## Biografía
Juan Roberto Páramo Tirado nació en Medellín el 1 de julio. Existe debate sobre el año exacto de su nacimiento, ya que entre los historiadores se establece como 1859, mientras que el artista prefería utilizar 1863 como su fecha de nacimiento. Durante su infancia vivió en una finca llamada "Recadero", ubicada a las afueras de Medellín. En 1868 se mudó con sus padres Juan Páramo y Mercedes Tirado a Bogotá, donde vivió gran parte de su vida. Contrajo matrimonio con Concepción Forero Zornosa en 1887, con quien tuvo 8 hijos.
Fue profesor de la Academia Vásquez y Gutiérrez en 1884 y posteriormente en 1886 ingresó como estudiante a la Escuela Nacional de Bellas Artes. Sus principales maestros en esta institución fueron el pintor español Luis de Llanos, y el colombiano Andrés de Santa María. Aun siendo estudiante, Páramo fue también asistente de la cátedra de dibujo, lo que lo llevó a convertirse en profesor de dibujo en la escuela desde 1902 hasta 1936. A diferencia de sus contemporáneos, nunca viajó al extranjero.
En 1937 fue condecorado con la Cruz de Boyacá por parte del presidente Eduardo Santos.
Falleció el 9 de febrero de 1939 en Fusagasugá.

## Obra
La obra de Roberto Páramo no recibió mayor reconocimiento en vida. Se sabe que el artista realizó una gran cantidad de obras, la mayoría en pequeño formato, llegándose a discutir si él se trataba de un pintor miniaturista o uno de pequeño formato. Entre sus principales temas se encontraban el paisaje de la Sabana de Bogotá, la figura humana y la arquitectura eclesiástica.
Sus maestros Luis de Llanos y Andrés de Santa María lo influenciaron a estudiar el academicismo y el impresionismo, por lo que Páramo realizaba sus pinturas al aire libre al óleo en soportes como el cartón, la madera y el lienzo. La mayoría de sus obras tienen medidas de 9 x 14 cm o 13 x 19 cm, un tamaño con el que el pintor podía trabajar con comodidad en exteriores. Su obra se caracteriza por el uso de pinceladas cortas y el uso de diferentes tonalidades de azul, verde y gris para generar atmósfera. Estos colores son característicos de la Sabana de Bogotá, principal temática de sus paisajes. El pintor tampoco les colocaba fechas ni títulos a sus obras, y las veces que firmaba sus obras escribía su nombre y su primer apellido acompañados de una inicial que podría considerarse como una mezcla de su primer nombre y su segundo apellido. Otras veces solo escribía las iniciales de su nombre y de sus dos apellidos.
Por el pequeño tamaño de su obra, no recibió muchas críticas las veces que participa en exposiciones. Las pocas veces que era reseñada, se le criticaba por tratarse de pequeños apuntes que podían obtenerse con pocos brochazos con algo de suerte, mientras que los paisajes en formatos más grandes requerían más pinceladas, por lo que eran productos de la habilidad del artista y no de suerte. Sin embargo, Páramo no producía obra para complacer a la crítica sino para él mismo, por lo que las opiniones que recibía nunca lo influenciaron a realizar pinturas en formatos más grandes de los que solía trabajar.
A pesar de ser labor como profesor de dibujo en la Escuela Nacional de Bellas Artes, los dibujos realizados por el artista se trataban principalmente de bocetos preparatorios y estudios sobre figura humana.  
El crítico de arte colombiano Eduardo Serrano considera que Páramo hace parte del grupo de pintores de finales del siglo XX al que él denominó La Escuela de la Sabana, al que también pertenecen Jesús María Zamora, Ricardo Gómez Campuzano, Eugenio Peña, Ricardo Borrero y Fídolo Alfonso González Camargo. Sin embargo, ellos nunca se declararon un grupo como sí lo hicieron La Escuela de Barbizon o La Escuela del Río Hudson, sino que cada artista trabajaba de manera independiente. Lo único que compartieron fue su interés por la pintura del paisaje de la sabana andina.

## Exposiciones
En vida, Roberto Páramo nunca realizó exposiciones individuales. Únicamente participó en 12 exposiciones que se realizaron de manera colectiva.
- 1886: Primera Exposición Anual de Bellas Artes
- 1899: Exposición de Bellas Artes
- 1904: Exposición de la Fiesta de la Instrucción Pública
- 1906: Exposición Nacional
- 1911: Exposición de Bellas Artes
- 1915: Exposición de pintura de la Escuela de Bellas Artes
- 1918: Exposición Nacional de Pintura; Exposición en la Sala Leonardo Da Vinci en Milán
- 1920: Exposición en la Galería del Bosque
- 1923: Exposición de Bellas Artes
- 1929: Exposición Iberoamericana en Sevilla
- 1931: Primer Salón de Artistas Colombianos
- 1934: Primera Exposición Nacional del Departamento del Valle en Palmira

## Reconocimientos
- 1886: Diploma de Segunda Clase en la Primera Exposición Anual de Bellas Artes
- 1910: Gana una de las terceras medallas en la Exposición del Centenario
- 1917: Su pintura “Camino de Fucha” es seleccionada como portada de la Revista Cromos
- 1918: Diploma por su participación en la exposición de 1918 en la Sala Leonardo Da Vinci en Milán, Italia
- 1929: Medalla de plata en la Exposición Iberoamericana en Sevilla, España
- 1931: Segundo Premio en Paisaje en el Primer Salón de Artistas Colombianos
- 1934: Medalla de oro y diploma de primera clase en la Primera Exposición Nacional del Departamento del Valle en Palmira
- 1937: Cruz de Boyacá en el grado de Caballero